# Portal de videos
Los portales de vídeo son sitios web que ofrecen a sus usuarios contenido de vídeo producido profesionalmente o realizado por los propios usuarios.

## Vídeo en línea
El vídeo en línea es el contenido de vídeo que se distribuye por Internet. Según diferentes estudios realizados recientemente, el vídeo en línea está alcanzando, por lo menos en Estados Unidos, una audiencia mayoritaria. 
Esto se debe, por un lado, a la penetración de la banda ancha y, por el otro, a la aparición de portales de vídeo de gran éxito. Esos portales ofrecen vídeos creados por los propios usuarios y/o contenido producido profesionalmente.
La mayoría de los vídeos en línea tiene una duración inferior a 5 minutos, una longitud que es en general preferida por los usuarios que ven ese tipo de contenido en computadoras o equipos portátiles como teléfonos celulares, aparatos MP3 o consolas de videojuego.
Algunos portales ofrecen los vídeos con una resolución de 320 x 240 píxeles mientras otros optan por formatos más grandes como  480 x 360 píxeles (en el caso de pantalla normal) y 640 x 360 píxeles (parra la pantalla en formato 16:9). 
Numerosos portales están usando Adobe Flash Player para sus vídeos, el player que se está transformándose en el estándar de la industria.  Otros usan Windows Media Player, QuickTime o RealPlayer. 
Aparatos como Apple TV o Digital Entertainer de Netgear, capaces de transferir archivos de vídeos de Internet a las pantallas de televisión, producirán en los próximos meses un aumento del tamaño de los vídeos en línea tanto en cuanto a definición como a duración. 
La mayoría de los portales de vídeo generan sus ingresos mediante publicidad. Existen actualmente numerosos formatos publicitarios relacionados con el vídeo en línea, especialmente pre-roll (comerciales similares a los emitidos por televisión y presentados antes del vídeo) y canales de marca (branded channels).

## Principales portales de vídeo en español
Portales generales como Starmedia o Terra Networks están ofreciendo vídeos a sus usuarios mientras están surgiendo portales especializados en vídeo.
- Datos: Q17086996